# Rhené-Baton
Rhené-Baton (Courseulles-sur-Mer, Normandia, 5 de setembre de 1879 – Le Mans, País del Loira, 23 de setembre de 1940) fou un compositor francès.
Alumne del Conservatori de París, estudià la composició amb Bloch i Gedalge. Fou director de cors de l'Òpera Còmica de París; de la Société Sainte Cecile, de Bordeus, i de la Société des Concerts Populaires de la Societat de Concerts Pasdeloup, de París.
Entre les seves composicions i figuren unes variacions per a piano i un drama líric, així com unes curioses estilitzacions de música regional francesa i les peces orquestrals Fresques antiques i Preludi i fuga.